# リース＝ソリンの定理
数学におけるリース＝ソリンの定理（リース＝ソリンのていり、英: Riesz-Thorin theorem）とは、「作用素の補間」に関する一結果で、しばしばリース＝ソリンの補間定理（Riesz-Thorin interpolation theorem）やリース＝ソリンの凸性定理（Riesz-Thorin convexity theorem）と呼ばれる。リース・マルツェルとその指導学生オロフ・ソリンの名にちなむ。
この定理は、{\displaystyle L^{p}}の間の線形写像のノルムを評価する。この定理の有用性は、{\displaystyle L^{p}}のいくつかが、その他の空間よりも簡単な構造を備えることに由来する。通常はそのような空間として、ヒルベルト空間である {\displaystyle L^{2}} や、{\displaystyle L^{1},\ L^{\infty }} などが考えられる。したがって、リース＝ソリンの定理を使うことで、2つの簡単な場合に成り立つ定理を、より複雑な場合へ拡張することができる。マルチンケーヴィッチの定理は同様の定理であるが、それはある非線形写像のクラスに対しても適用される。

## 動機
はじめに次の定義が必要となる：
定義 {\displaystyle p_{0},p_{1}} を、{\displaystyle 0<p_{0}<p_{1}\leq \infty } を満たす2つの数とする。このとき {\displaystyle 0<\theta <1} に対して、{\displaystyle p_{\theta }} を次の関係式を満たすものとして定義する：{\displaystyle {\frac {1}{p_{\theta }}}={\frac {1-\theta }{p_{0}}}+{\frac {\theta }{p_{1}}}.}
{\displaystyle f\in L^{p_{\theta }}} を積 {\displaystyle |f|=|f|^{1-\theta }|f|^{\theta }} に分解し、その {\displaystyle p_{\theta }} 次の冪にヘルダーの不等式を適用することで、{\displaystyle L^{p}} 空間の研究の基礎となる次の結果を得ることが出来る：
命題（{\displaystyle L^{p}}-ノルムの対数凸性）
各 {\displaystyle f\in L^{p_{0}}\cap L^{p_{1}}} は次を満たす：
{\displaystyle \|f\|_{p_{\theta }}\leq \|f\|_{p_{0}}^{1-\theta }\|f\|_{p_{1}}^{\theta }.}
この結果の名前は、{\displaystyle [0,\infty ]} 上の写像 {\displaystyle p\mapsto \log \|f\|_{L^{p}}} の凸性に由来するものである。これにより {\displaystyle L^{p_{0}}\cap L^{p_{1}}\subset L^{p_{\theta }}} が分かる。
一方、レイヤーケーキ分解 f = f 1{|f|>1} + f 1{|f|≤1} を考えると、 f 1{|f|>1} ∈ Lp0 および f 1{|f|≤1} ∈ Lp1 であることが分かり、したがって次の結果が得られる：
命題 Lpθ 内の各  f  は和  f  = g + h として書くことが出来る。ただし g ∈ Lp0 および h ∈ Lp1 である。
特に上述の結果は、Lpθ はすべての可測函数からなる空間内の Lp0 + Lp1 および Lp0と Lp1 の加法的和集合 に属することを意味する。したがって、包含関係に関する次の系が得られる：
系 Lp0 ∩ Lp1 ⊂ Lpθ ⊂ Lp0 + Lp1.
実際、加法的和集合 Lp0 + Lp1 上で定義される作用素を扱うことはしばしばある。例えば、リーマン＝ルベーグの補題によると、フーリエ変換は L1(Rd) を L∞(Rd) に写す有界作用素であり、プランシュレルの定理によるとフーリエ変換は L2(Rd) からそれ自身への有界作用素である。したがってフーリエ変換 {\displaystyle {\mathcal {F}}} は、次のように定めることで (L1 + L2) (Rd) へと拡張することが出来る：
{\displaystyle {\mathcal {F}}(f_{1}+f_{2})={\mathcal {F}}_{L^{1}}(f_{1})+{\mathcal {F}}_{L^{2}}(f_{2})}
ただし  f1  ∈ L1(Rd) および  f2  ∈ L2(Rd) である。したがって、そのような作用素の振る舞いを「補間部分空間」Lpθ 上で調べることは自然な成り行きとなる。
そのため、元の例に戻り、加法的和集合 L1 + L2 上のフーリエ変換は同じ作用素の二つの具体化の和を取る事で得られることに注意されたい。すなわち
{\displaystyle {\mathcal {F}}_{L^{1}}:L^{1}(\mathbf {R} ^{d})\to L^{\infty }(\mathbf {R} ^{d}),}
{\displaystyle {\mathcal {F}}_{L^{2}}:L^{2}(\mathbf {R} ^{d})\to L^{2}(\mathbf {R} ^{d})}
が成立する。これらは実際、部分空間 (L1 ∩ L2) (Rd) 上で一致するという意味で「同一の」作用素である。その共通部分には単函数が含まれるため、その作用素は L1(Rd) および L2(Rd) の両空間において稠密である。稠密に定義された連続函数は一意な拡張を許すため、{\displaystyle {\mathcal {F}}_{L^{1}}} および {\displaystyle {\mathcal {F}}_{L^{2}}} は「同一」と考えることに問題はない。
したがって、加法的和集合 Lp0 + Lp1 上の作用素を研究する問題は、本質的には二つの自然な空間 Lp0 および Lp1 から二つの目的空間 Lq0 および Lq1 への有界作用素を研究する問題に帰着される。そのような作用素は加法的和集合の空間 Lp0 + Lp1 を Lq0 + Lq1 に写すため、それらの作用素は補間空間 Lpθ を対応する補間空間 Lqθ に写すものであると期待することは自然である。

## 定理の内容
リース＝ソリンの補間定理を述べる上でいくつかの方法がある：前節での記号を利用するために、ここでは加法的和集合を用いた方式を採用する。
リース＝ソリンの補間定理 (Ω1, Σ1, μ1) および (Ω2, Σ2, μ2) を σ-有限測度空間とする。1 ≤ p0 ≤ p1 ≤ ∞, 1 ≤ q0 ≤ q1 ≤ ∞ とし、T : Lp0(μ1) + Lp1(μ1) → Lq0(μ2) + Lq1(μ2) を Lp0(μ1)（Lp1(μ1)）から Lq0(μ2)（Lq1(μ2)）への有界線型作用素とする。また 0 < θ < 1 に対し、pθ, qθ を前節のように定義する。このとき T は Lpθ(μ1) から Lqθ(μ2) への有界作用素であり、作用素ノルムに関する次の不等式を満たす：
{\displaystyle \|T\|_{L^{p_{\theta }}\to L^{q_{\theta }}}\leq \|T\|_{L^{p_{0}}\to L^{q_{0}}}^{1-\theta }\|T\|_{L^{p_{1}}\to L^{q_{1}}}^{\theta }.}
言い換えると、T が (p0, q0)-型かつ (p1, q1)-型であるなら、T はすべての 0 < θ < 1 に対して (pθ, qθ)-型ということになる。このため、この補間定理は絵を用いて表現することが出来る。実際 T のリース図（Riesz diagram）は、単位正方形 [0, 1] × [0, 1] 内の点 (1/p,1/q) で T が (p, q)-型であるようなものすべての集合として描かれる。補間定理は、T のリース図が凸集合であることを述べている。すなわち、リース図内の与えられた二点に対して、それらを結ぶ線分もまたその図に含まれる。
この補間定理は、元々リース・マルツェルによって1927年に証明された。その1927年の論文では、リース図の下半分の三角形、すなわち、p0 ≤ q0 かつ p1 ≤ q1 が成り立つ部分においてのみ証明が与えられた。オロフ・ソリンはその残りの部分も含めた正方形全体に対して補間定理を拡張した。ソリンの証明は元々1938年に出版され、1948年の彼の学位論文で拡張された。

## 証明の概要
リース＝ソリンの補間定理の証明は、必要な上界を得る上で、アダマールの三線定理に主に依っている。Lp空間の双対空間の特徴付けにより、次の等式が成立することが分かる。
{\displaystyle \|Tf\|_{q_{\theta }}=\sup _{\|g\|_{p_{\theta }}\leq 1}\left|\int (Tf)g\,d\mu _{2}\right|.}
C 内の各 z に対し、 f  および g の適切な派生形  fz  および gz を定義することで、次の整函数
{\displaystyle \phi (z)=\int \left(Tf_{z}\right)g_{z}\,d\mu _{2}}
を得ることが出来る。この z = θ での値は
{\displaystyle \int (Tf)g}
となる。このとき、直線 Re(z) = 0 および Re(z) = 1 上での Φ の上界を得るために仮定を用いることが出来る。するとアダマールの三線定理によって、直線 Re(z) = θ 上の Φ の補間的な上界を得ることが出来る。あとはその z = θ での上界が求めるものであることを調べればよい。

## 作用素の族の補間
前節で紹介されている証明の概要は、すでに T が解析的に変動する場合に対しても一般化されている。実際、整函数
{\displaystyle \varphi (z)=\int (T_{z}f_{z})g_{z}\,d\mu _{2}}
の上界を得る上ためには、同様の証明を行えば良い。すると、エリアス・スタインの1956年の論文において出版された次の結果が導かれる。
スタインの補間定理. (Ω1, Σ1, μ1) および (Ω2, Σ2, μ2) をσ-有限測度空間とする。1 ≤ p0 ≤ p1 ≤ ∞, 1 ≤ q0 ≤ q1 ≤ ∞ を仮定し、次を定義する：
S = {z ∈ C : 0 < Re(z) < 1} ,
S = {z ∈ C : 0 ≤ Re(z) ≤ 1} .
L1(μ1) 内の単函数の空間から、Ω2 上のすべての μ2-可測函数の空間への線型作用素の集まり {Tz : z ∈ S}  を考える。この作用素に対し、次の性質を仮定する：
- 写像

{\displaystyle z\mapsto \int (T_{z}f)g\,d\mu _{2}}
は、すべての単函数  f  および g に対して、S 上連続かつ S 上正則である。
- ある定数 k < π に対し、それらの作用素は次の一様有界性を満たす：

{\displaystyle \sup _{z\in S}e^{-k|{\text{Im}}(z)|}\left|\int (T_{z}f)g\,\mu _{2}\right|<\infty }
- Tz は、Re(z) = 0 なら、 Lp0(μ1) から Lq0(μ2) への有界作用素である。
- Tz は、Re(z) = 1 なら、Lp1(μ1) から Lq1(μ2) への有界作用素である。
- 作用素ノルムは次の一様有界性を満たす。

{\displaystyle \sup _{{\text{Re}}(z)=0,1}e^{-k|{\text{Im}}(z)|}\log \left\|T_{z}\right\|<\infty .}
すると、各 0 < θ < 1 に対し、作用素 Tθ は Lpθ(μ1) から Lqθ(μ2) への有界作用素となる。
実ハーディ空間と有界平均振動の理論により、ハーディ空間 H1(Rd) と有界平均振動の空間 BMO 上の作用素を扱う上でスタインの補間定理を使うことが可能となる。これはチャールズ・フェファーマンとエリアス・スタインによる結果である。

## 応用

### ハウスドルフ＝ヤングの不等式
本記事の第一節で、フーリエ変換 {\displaystyle {\mathcal {F}}} は L1(Rd) から L∞(Rd) への有界作用素かつ L2(Rd) からそれ自身への有界作用素であることが確かめられた。同様の議論により、周期函数  f  : T → C を、値がフーリエ係数
{\displaystyle {\hat {f}}(n)={\frac {1}{2\pi }}\int _{-\pi }^{\pi }f(x)e^{-inx}\,dx}
であるような函数 {\displaystyle {\hat {f}}:\mathbf {Z} \to \mathbf {C} } に写すフーリエ級数作用素は、L1(T) から ℓ∞(Z) への有界作用素かつ L2(T) から ℓ2(Z) への有界作用素であることが分かる。このとき、リース＝ソリンの定理は次を意味する：
{\displaystyle {\begin{aligned}\left\|{\mathcal {F}}f\right\|_{L^{q}(\mathbf {R} ^{d})}&\leq \|f\|_{L^{p}(\mathbf {R} ^{d})}\\\left\|{\hat {f}}\right\|_{\ell ^{q}(\mathbf {Z} )}&\leq \|f\|_{L^{p}(\mathbf {T} )}.\end{aligned}}}
ただし 1 ≤ p ≤ 2 かつ 1/p + 1/q = 1 である。これはハウスドルフ＝ヤングの不等式である。
ハウスドルフ＝ヤングの不等式はまた、局所コンパクトアーベル群上のフーリエ変換に対しても成立することが示される。ここで 1 のノルム評価は最適ではないことに注意されたい。例えばハウスドルフ＝ヤングの不等式の記事を参照されたい。

### 畳み込み作用素
f  を固定された可積分函数とし、T を  f  との畳み込み作用素、すなわち各函数 g に対して Tg =  f  * g で与えられる作用素とする。
このような T が L1 から L1 への有界作用素であることはよく知られており、L∞ から L∞ への有界作用素であることは自明である（いずれの場合も、|| f ||1 によって評価される）。したがって、リース＝ソリンの定理より次が成立する。
{\displaystyle \|f*g\|_{p}\leq \|f\|_{1}\|g\|_{p}.}
この不等式に対し、作用素と被作用子の役割を変える、すなわち S を g との畳み込み作用素とし、S は L1 から Lp への有界作用素である場合を考える。g は Lp に属すため、ヘルダーの不等式の観点から、S は Lq から L∞ への有界作用素であることが再び分かる。ただし 1/p + 1/q = 1 である。したがって補間により
{\displaystyle \|f*g\|_{s}\leq \|f\|_{r}\|g\|_{p}}
が得られる。ただし p、r および s の間の関係は次で与えられる。
{\displaystyle {\frac {1}{r}}+{\frac {1}{p}}=1+{\frac {1}{s}}.}

### ヒルベルト変換
f  : R → C のヒルベルト変換は次で与えられる。
{\displaystyle {\mathcal {H}}f(x)={\frac {1}{\pi }}\,\mathrm {p.v.} \int _{-\infty }^{\infty }{\frac {f(x-t)}{t}}\,dt=\left({\frac {1}{\pi }}\,\mathrm {p.v.} {\frac {1}{t}}\ast f\right)(x)},
ここで p.v. は積分のコーシーの主値を表す。このヒルベルト変換は、ある特定の単純な乗数を伴うフーリエ乗数作用素である：
{\displaystyle {\widehat {{\mathcal {H}}f}}(\xi )=-i\,\mathrm {sgn} (\xi ){\hat {f}}(\xi ).}
プランシュレルの定理より、ヒルベルト変換は L2(R) からそれ自身への有界作用素となる。
しかし、ヒルベルト変換は L1(R) あるいは L∞(R) 上で有界とはならず、直接的にリース＝ソリンの補間定理を用いることは出来ない。それらの終点の境界が得られない理由を探るためには、簡単な函数 1(−1,1)(x) および 1(0,1)(x) − 1(0,1)(−x) のヒルベルト変換を計算すれば十分である。しかし、すべてのシュワルツ函数  f  : R → C に対しては
{\displaystyle ({\mathcal {H}}f)^{2}=f^{2}+2{\mathcal {H}}(f{\mathcal {H}}f)}
が成り立ち、この等式は、すべての n ≥ 2 に対してヒルベルト変換が L2n(Rd) からそれ自身への有界作用素を示すために、コーシー＝シュワルツの不等式と組合せて用いることが出来る。補間によって、次の評価が得られる：
{\displaystyle \|{\mathcal {H}}f\|_{p}\leq A_{p}\|f\|_{p}.}
ただし 2 ≤ p < ∞ である。1 ≤ p ≤ 2 の場合にこの評価を適用する上では、ヒルベルト変換の自己共役性が活用される。

## 実補間法との比較
リース＝ソリンの補間定理とその変形版は、補間された作用素ノルムに関する明確な推定を与える上で有用な道具となる一方、それらには多くの欠点も存在する。欠点にはそれほど問題にならないものもあるが、深刻なものもある。はじめに、リース＝ソリンの補間定理の証明における複素解析的な設定により、スカラー場は C とされることに注意されたい。拡大実数値函数に対しては、この制限は函数を至る所で有界であるように再定義することによって回避することが出来る。可積分函数に関してはほとんど至る所で有界とすればよい。より深刻な問題は、実際、ハーディ＝リトルウッド極大作用素や
カルデロン＝ジグムントの補題といった多くの作用素には良い終点評価が存在しないことである
前節のヒルベルト変換の場合では、いくつかの中点でのノルム評価を陽的に計算することによって、この問題を回避することが出来た。しかし、このような評価は手間がかかり、一般の場合ではしばしば不可能である。そのような作用素の多くは次の弱型評価（weak-type estimates）
{\displaystyle \mu \left(\{x:Tf(x)>\alpha \}\right)\leq \left({\frac {C_{p,q}\|f\|_{p}}{\alpha }}\right)^{q}}
を満たすものであるから、マーシンキウィッツの補間定理のような実補間定理がそれらに対してより適切なものとなる。さらに、ハーディ＝リトルウッド極大作用素のような重要な作用素の多くは、劣線型であるに過ぎない。これは実補間定理を適用する上では障害にならないが、複素補間定理は非線型作用素を扱うことができない。一方、実補間法は中間の作用素ノルムに関して複素補間法ほど良い評価を与えず、リース図における非対角でも良く振舞わない。マーシンキウィッツの補間定理の非対角版では、ローレンツ空間の構成が求められ、Lp-空間上のノルム評価が得られるとは限らない。

## ミチャギンの定理
B. ミチャギンは、リース＝ソリンの定理を次のように拡張した：ここで述べられる拡張は、シャウダー基底を伴う数列空間の特別な場合に対して定式化されるものである。
次を仮定する。
{\displaystyle \|A\|_{\ell _{1}\to \ell _{1}},\|A\|_{\ell _{\infty }\to \ell _{\infty }}\leq M.}
このとき
{\displaystyle \|A\|_{X\to X}\leq M}
が任意の無条件バナッハ空間の列 X 、すなわち、任意の {\displaystyle (x_{i})\in X} および {\displaystyle (\varepsilon _{i})\in \{-1,1\}^{\infty }} に対して {\displaystyle \|(\varepsilon _{i}x_{i})\|_{X}=\|(x_{i})\|_{X}} が満たされるようなものに対して成り立つ。
この証明は、クレイン＝ミルマンの定理に基づく。